# Spectral vs. Generation
 (octobre 2012).
Si vous disposez d'ouvrages ou d'articles de référence ou si vous connaissez des sites web de qualité traitant du thème abordé ici, merci de compléter l'article en donnant les références utiles à sa vérifiabilité et en les liant à la section « Notes et références ».
Spectral vs. Generation est un jeu de combat en 2D de la société IGS, en collaboration avec Idea Factory. Il est sorti en 2005 en arcade sur le système PGM, puis en mai 2007 sur la PlayStation 2 en Europe. Il fait suite à Killing Blade et Martial Masters.

## Système de jeu
SVG se joue de manière classique, avec joystick et 4 boutons: A(light attack), B(medium), C(heavy) et D(kick).
On a en bas de l'écran, une barre de furie qui, lorsqu'elle est pleine, permet de réaliser des super skills, final impact ainsi que différentes actions standards. 
Les combinaisons de touches sont les suivantes :
A+D ou B+D= choppe.
A+B= Chaos Breaking. Si vous appuyez sur les boutons A et B en même temps et lorsque le coup de l'adversaire et à deux doigts de vous touchez, vous le contrez.

C+D= guard cancel. Cette technique présent dans de nombreux jeux de combat permet de contrer l'adversaire pendant que vous êtes en garde. Très efficace pour se débarrasser des pressings, mais ça nécessite 1/3 de barre de furie.

A+B+C= time freeze. Pendant l'assaut, vous pouvez ralentir le temps pour comboter plus facilement en échange d'1/3 de barre.

B+C+D= Fierce Flamming. Vôtre personnage se met en pétard, sa force augmente et sa barre de furie est illimité, pendant un court laps de temps. Vous avez besoin de 2/3 de la barre remplie.

## Personnages
Les personnages sont au nombre de 12 (dont 2 sont sélectionnables via un code) et proviennent de l'univers des jeux de idea factory, Generation of Chaos et Spectral force.
- Ryuken, le maître des poings
- Wells, la rafale de vent
- Orochimaru, le dragon volant de l'est
- Mayura, la givrée
- Krayce, le swordmaster
- Jadou, le prince des ténèbres
- Erile, chevalier de la charrette
- Hiro, princesse de la flamme
- Roze, princesse des ténèbres
- Earth,le dieu sacré

Deux personnages sont cachés, ce sont des versions « améliorées » de Hiro et Jadou, voici leurs codes respectifs.
A l'écran de sélection: pointez vous sur hiro (resp.jadou) et faites start haut, haut, bas, bas, gauche, droite, gauche, droite, start (resp.start), bas, bas, haut, haut, droite, droite, gauche, gauche, start).

## Quelques liens
- Site officiel